# Xero 272
REDIRECCIÓN ]Banda de Rock & Pop peruana formada a inicios de la década del 2000. Fundada por Kristof Latil (voz), Henriken (guitarra y voz), Nahim Misad (guitarra), JK(Batería) e Isaac Flores(Bajo). Su primer disco titulado "Seguir en Pie" fue lanzado en el año 2004. Producido por la banda contiene 11 temas en español, de los cuales resaltaban los temas "Abril (Estaré Bien)", "Tú", "Epílogo del Soñador", "Más Allá" y "Días de Furia". El tema "Tú" fue originalmente interpretado por la banda "El Resto", agrupación a la que pertenecieron Kristof y Henriken en sus inicios. El primer álbum tuvo 2 video-clips, "Epílogo del soñador", dirigido por Paulo Orellana Pita, viejo amigo de la banda. El video cuenta con la participación de la modelo canadiense Anita Hann. El segundo videoclip "Abril (Estaré Bien)" fue dirigido por el cineasta arequipeño Miguel Barreda. Filmado por completo en una estación abandonada de trenes bajo el imponente cielo azul de la ciudad de Arequipa. El video cuenta con la participación de la modelo peruana Fiorella Rondón. La banda tuvo diferentes integrantes a lo largo de su trayectoria. Por el bajo, luego que Isaac se retirara, pasaron Rodolfo Caceres ( The Intermission, Wolves as friends), Federico "Picote" Castro (Camaro) y Mauro Vásquez León. Por la batería, luego que Jk se retirará, pasaron Kevin Christopherson y José Sánchez Montoya. Por la guitarra para reemplazar a Nahim , Cristóbal Paz y Fernando Del Cuadro.
La banda se disolvió en el año 2007, después de sacar los demos del segundo disco titulado " Rock & Pop". El disco salió únicamente en calidad de demo en medios digitales y actualmente no está disponible. Contaba con 2 temas, "Voces" y "Ojos de Fuego", que formaron parte de la banda sonora de la película del Director Gustavo Fernández Zaferson, "Ojos de Fuego", film que cuenta con las actuaciones de Oscar Carrillo, Gonzalo Revoredo, Vanessa Terkes, Joaquín de Orbegoso, Marco Zunino entre otros. También incluía el cover versionado "El Loco de la Calle"  para el disco tributo a la agrupación española, El último de la fila, titulado " Yo también quiero ser el último de la fila" en este disco tributo participaron diferentes bandas latinoamericanas.
En el año 2019 la banda se reunió para dar un único concierto de reencuentro celebrando los 15 años del disco "Seguir en Pie". El Concierto se llamó "Seguimos en Pie". En el año 2020, en el contexto de la pandemia, la banda lanzó un video acústico interpretando el tema "Más allá" grabado de manera remota.
Discografía
| Pista | Título                    | Compositor                                 |
| ----- | ------------------------- | ------------------------------------------ |
| 01    | "Seguir en pie"           | Kristof Latil / Henriken                   |
| 02    | "Abril"                   | Kristof Latil / Henriken                   |
| 03    | "Crash"                   | Kristof Latil / Henriken                   |
| 04    | "Tú"                      | Rodrigo Toledo                             |
| 05    | "Regresión"               | Kristof Latil / Nahim Misad                |
| 06    | "Días de Furia"           | Kristof Latil / Nahim Misad                |
| 07    | "Epilogo del Soñador"     | Kristof Latil / Nahim Misad                |
| 08    | "Más Allá"                | Kristof Latil / Nahim Misad                |
| 09    | "No es Amor"              | Kristof Latil / Nahim Misad / Isaac Flores |
| 10    | "Legado"                  | Kristof Latil / Henriken                   |
| 11    | "Statico"                 | Kristof Latil / Henriken                   |
| 12    | "Strangers" (bonus track) | Kristof Latil / Henriken / Nahim Misad     |

| Pista | Título                | Compositor                  |
| ----- | --------------------- | --------------------------- |
| 01    | "El loco de la Calle" | Manolo García               |
| 02    | "Momentos Perdidos"   | Kristof Latil / Nahim Misad |
| 03    | "Sombras del Ayer"    | Kristof Latil / Henriken    |
| 04    | "Ladies' Man"         | Kristof Latil / Henriken    |
| 05    | "Calmar mi Sed"       | Kristof Latil / Nahim Misad |
| 06    | "Voces"               | Kristof Latil / Henriken    |
| 07    | "Ojos de Fuego"       | Kristof Latil / Henriken    |
| 08    | "Pedazos de un Adiós" | Kristof Latl / Henriken     |
| 09    | "Verdugos de Sueños"  | Kristof Latil / Henriken    |

- Datos: Q111687907